# Поджи, Джузеппе
Джузеппе Поджи (итал. Giuseppe Poggi; 3 апреля 1811, Флоренция — 19 марта 1901, там же) — итальянский архитектор и инженер. Наряду с Джордо Вазари и Бернардо Буонталенти считается одним из трёх архитекторов, оказавших наибольшее влияние на современный архитектурный облик Флоренции.
С 1828 года учился во флорентийской академии изящных искусств и студии архитектора Бартоломео Сильвестри. Поработав некоторое время инженером, в начале 1840-х полностью посвятил себя архитектуре. Посещал Лондон и Париж для знакомства с местными архитектурными достопримечательностями. В качестве офицера инженерного корпуса, где служил вместе со своим другом, впоследствии известным медиком Джузеппе Бареллаи, принимал участие в итальянской революции 1848—1849 годов.
Вернувшись с войны, Поджи вновь вернулся к архитектурной работе, занялся строительством, реконструкцией и перепланировкой флорентийских дворцов, садов и вилл по частным заказам. Наиболее известные из подобных работ архитектора — вилла Фавард на набережной Америго Веспуччи, Палаццо Гонди на площади Сан-Фиренце и Палаццо-делла-Герардеска на площади Донателло.
Наиболее масштабной архитектурной работой Поджи стал амбициозный проект реконструкции Флоренции в 1860-х годах в рамках так называемого рисанаменто, то есть оздоровления или чистки, постигшей ряд итальянских городов в процессе объединения страны и обретения независимости. Разрушив в нескольких местах древние городские стены, он построил вокруг исторического центра города кольцевую дорогу Вьяле-ди-Чирконваллационе. На южном берегу по проекту архитектора была построена восьмикилометровая извилистая аллея холмов, в наивысшей точке которой находится также построенная Поджи площадь Микеланджело, известная своим панорамным видом на город.
Именем Джузеппе Поджи названы площадь на набережной Бенвенуто Челлини, и улица, соединяющая её с площадью Микеланджело.
Младший брат Джузеппе Поджи — политический и государственный деятель Энрико Поджи (1812—1890).

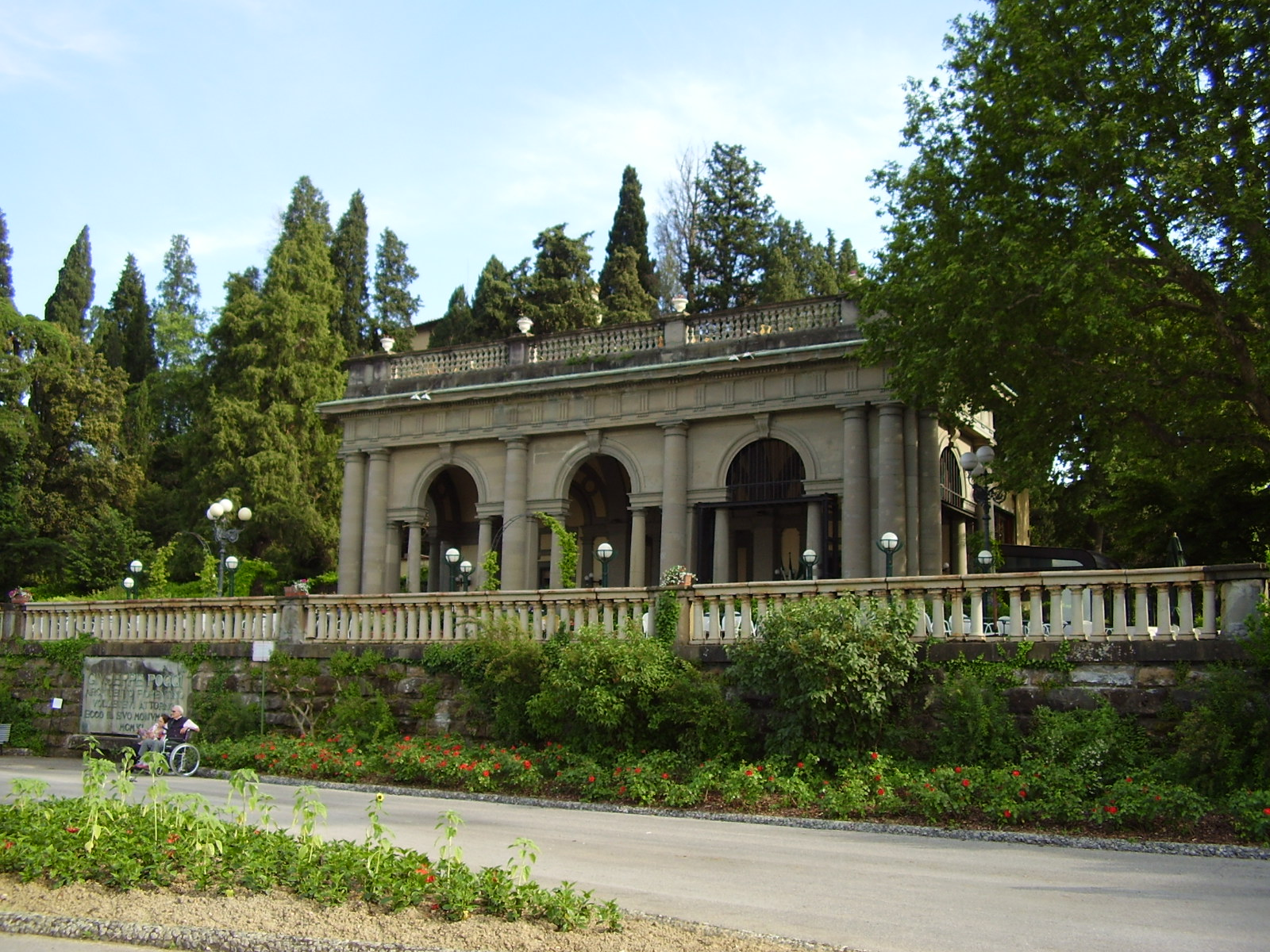
Лоджия на площади Микеланджело
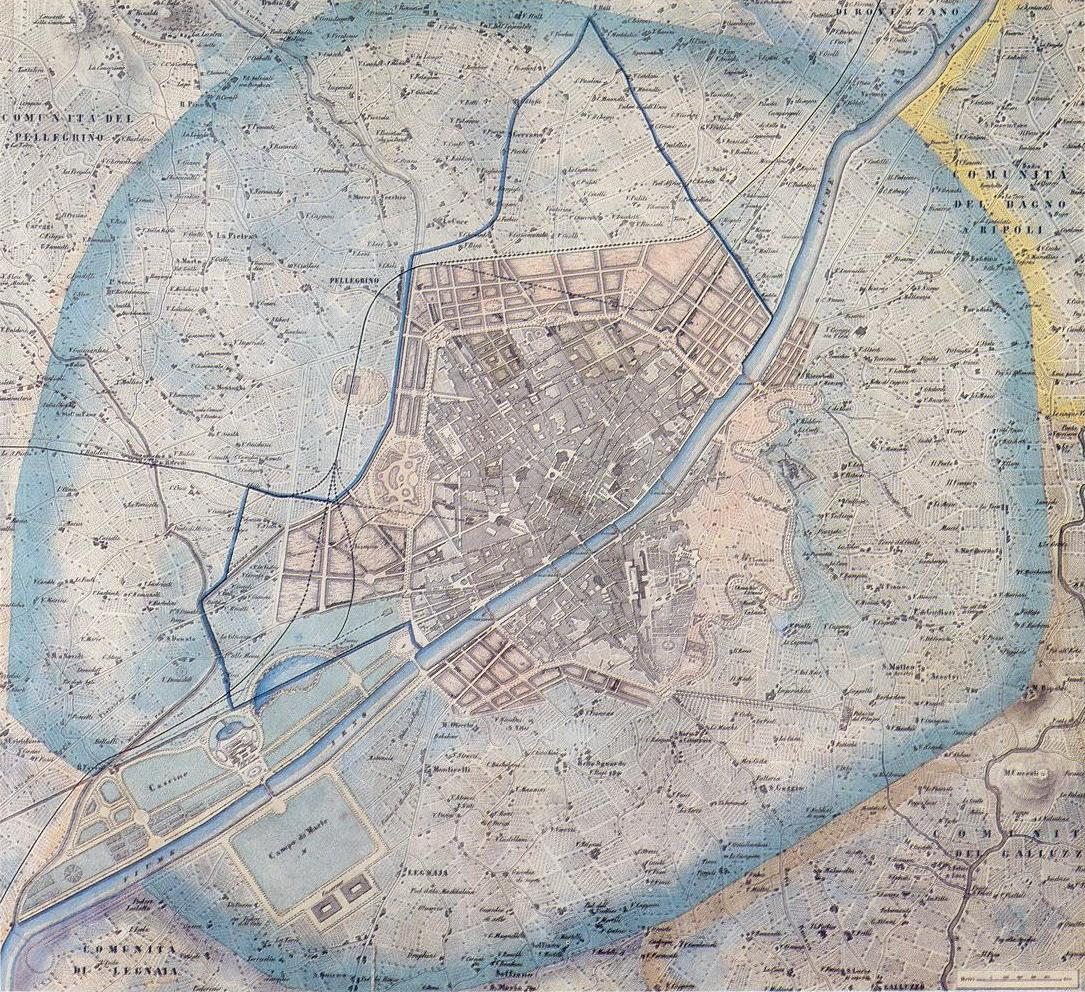
План Поджи по реконструкции Флоренции
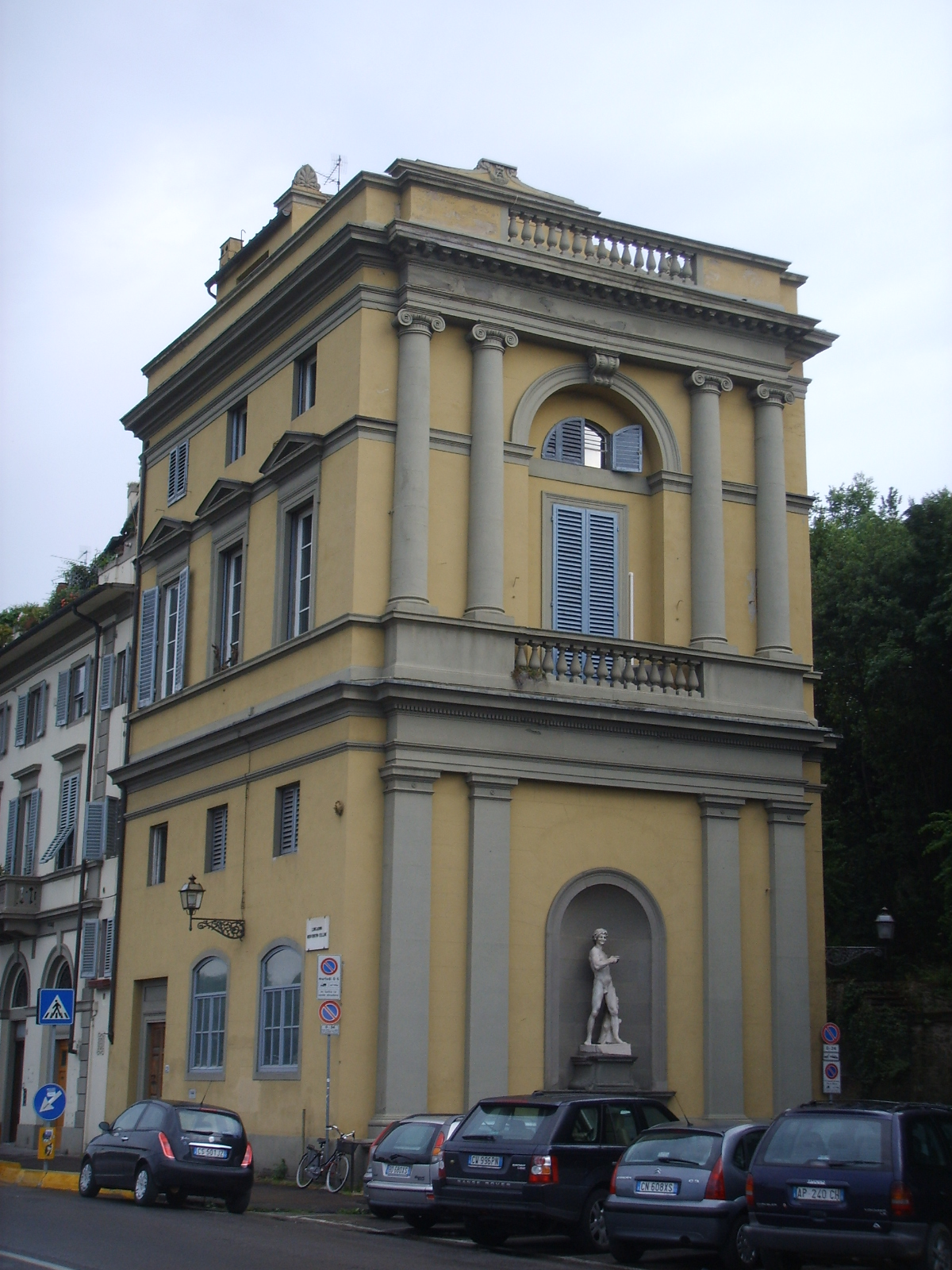
Дворец на набережной Бенвенуто Челлини[итал.]